# Matayba kennedyae
Matayba kennedyae är en kinesträdsväxtart som beskrevs av T.B. Croat. Matayba kennedyae ingår i släktet Matayba och familjen kinesträdsväxter. Inga underarter finns listade i Catalogue of Life.